# Firema E 82-E 82B-E 122
Les modèles Firema E.82-E.82B-E.122 sont des rames automotrices électriques à 2 caisses construites par le constructeur italien Firema S.p.A. entre 1991 et 1998 pour des compagnies de chemins de fer régionales italiennes à voie standard (1 435 mm).
Contrairement à la coutume de la compagnie nationale italienne, les FS - Ferrovie dello Stato Italiane dont le bureau d'études Ufficio Studi - Servizio Materiale e Trazione FS a conçu tous les matériels roulant et les ont fait construire par des sociétés italiennes, après un appel d'offres, jusqu'en 2000, les compagnies privées ou publiques concessionnaires de lignes régionales et locales secondaires achetaient des matériels conçus directement par les constructeurs, souvent dérivés des matériels produits pour les FS.

## Histoire
En 1989, la société SEPSA - Società per l'Esercizio di Pubblici Servizi per Azioni, entreprise locale de transports publics appartenant à la Région Campanie, fondée en 1883, qui gérait le service ferroviaire urbain et suburbain dans le secteur ouest de la ville métropolitaine de Naples à travers ses filiales, les chemins de fer Cumana et Circumflegrea ainsi que les transports urbains et suburbains par autobus à Naples et sur les îles d'Ischia et de Procida, a commandé 6 rames électriques Firema E.82 pour moderniser sa flotte, composée exclusivement de rames électriques ET.100 et ET.300.
Les 6 rames électriques Firema E.82 immatriculés SEPSA ET.401 à 406 ont été livrées en 1991. SEPSA a commandé 7 unités supplémentaires, immatriculées SEPSA ET.407 à 413.
En 1997, la société FABN, entreprise publique de transports appartenant à la Région Campanie, commande une unité similaire, Firema E.82B, en prévision de l'électrification de la ligne de chemin de fer Alifana. La rame, livrée en août 1998, a été testée sur la ligne Benevento-Cancello, puis a été mise de côté à la suite de l'arrêt du projet d'électrification. En 2006, elle a été transférée à SEPSA, où elle a été immatriculée SEPSA ET.414.
En 2013, un programme de revamping/rénovation de ces rames est lancé. Les unités modernisées ont été renumérotées en ajoutant simplement la lettre « b ». Elles sont équipées de la climatisation. En décembre 2013, la première rame rénovée a été livrée et mise en service,.

## Caractéristiques techniques
Les rames Firema E.82 - E.82B & E.122 sont constituées de 2 caisses en alliage léger à plancher surbaissé reposant sur 4 bogies. La principale différence entre les deux premiers groupes E.82 et le troisième E.122 est le nombre de portes : 3 par côté sur les E.82 / E.82B, pour les lignes suburbaines à haute fréquentation, 2 dans sur les E.122, avec plus d'espace entre les sièges pour les voyageurs assis.
Dans la version E.82, la traction est répartie sur les deux bogies centraux, ce qui donne une disposition des essieux 2'B'o + B'o 2', tandis que dans les E.82B et E.122 elle est concentrée dans une seule unité, selon une configuration traditionnelle motrice + remorque.
Les rames Firema E.82 / E.82B comme les E.122 ont une puissance de 1 120 kW, autorisant une vitesse maximale bridée à 100 km/h et une capacité de 350 passagers pour la version 2 portes et 450 pour la version 3 portes.
Dans l'E.122, le plancher est à 720 mm du rail, bien inférieure à celle de l'E.82, situé à 905 mm, ce qui a empêché leur utilisation sur les anciennes lignes SEPSA.

## Production
Au total, le constructeur Firema S.p.A. a livré 16 rames :
- Pour l'exploitation des lignes de chemin de fer Cumana et Circumflegrea, SEPSA a acheté une première série de 6 rames Firema E.82, immatriculées ET.401-406 (les deux caisses comportant la même immatriculation avec, comme distinction, les lettres "a" et "b"). Les rames ont été construites en 1991 dans les ateliers des Officine Fiore[12]. Une deuxième série de 7 rames, immatriculées ET.407-413, a été commandée en 1992[13].
- Parallèlement aux travaux d'électrification de la ligne Alifana, qui ont ensuite été interrompus, le commissaire du gouvernement chargé de l'exploitation de la ligne a commandé une rame type E.82B, livrée en 1998[14]. La rame se distinguait des précédentes par sa motorisation sur une seule caisse, formant une composition tarditionnelle motrice + remorque[15]. Cette rame n'a jamais été utilisée et a été vendue à SEPSA en 2006[16], qui l'a immatriculée ET.414.
- En 1996, l'usine Casaralta de Bologne s'est vu confier la construction de 2 rames, référencées E.122, destinées au service sur la ligne Casalecchio-Vignola, dont l'exploitation a été confiée ensuite à l'ATC Bologne. Cette ligne a été reconstruite en 2003 pour devenir une ligne du Service ferroviaire suburbain de Bologne géré par FER - Ferrovie Emilia Romagna devenue T-PER. La première rame a été fabriquée en 1997[17] mais la livraison des deux rames a été décalée au 21 septembre 1999[10]. Après une période d'essais sur les lignes toscanes gérées par LFI[18], elles ont été transférées à Caserta puis sont revenues à Bologne en 2005 sans n'avoir jamais été mises en service[19]. Afin d'être admises à circuler sur les lignes RFI, des tests de certification ont été réalisés à Arezzo en 2005[20] pour valider leur comportement dynamique à 110 km/h[21]. Après avoir été homologuées, les rames ont adopté la classification ATC ALe.122.01-02[22],[23]. Les rames ont été intégrées au parc des FER le 1er janvier 2009[24] à la suite de la cession de sa division ferroviaire. L'année suivante, afin d'uniformiser son parc matériel, le nouveau gestionnaire décide de vendre les deux rames à SEPSA, ainsi qu'une rame Firema E.126 à Metrocampania NordEst[25].

### Tableau récapitulatif
| Type  | Immatriculation                              | Année   | Site de construction | Nombre | Utilisateur             | Notes |
| ----- | -------------------------------------------- | ------- | -------------------- | ------ | ----------------------- | ----- |
| E.82  | ET.401-413                                   | 1991    | Fiore                | 13     | SEPSA                   |       |
| E.82  | ET.401-413                                   | 1991    | Fiore                | 13     | Ente Autonomo Volturno  |       |
| E.82B | ET.414                                       | 1998    | Fiore                | 1      | FABN                    |       |
| E.82B | ET.414                                       | 1998    | Fiore                | 1      | SEPSA                   |       |
| E.82B | ET.414                                       | 1998    | Fiore                | 1      | Ente Autonomo Volturno  |       |
| E.122 | ALe.122.01-02 puis ALe.122 001-002 & 003-004 | 1997-98 | Casaralta            | 2      | Suburbana FCV           |       |
| E.122 | ALe.122.01-02 puis ALe.122 001-002 & 003-004 | 1997-98 | Casaralta            | 2      | Ferrovie Emilia Romagna |       |
| E.122 | ALe.122.01-02 puis ALe.122 001-002 & 003-004 | 1997-98 | Casaralta            | 2      | T-PER                   |       |
| E.122 | ALe.122.01-02 puis ALe.122 001-002 & 003-004 | 1997-98 | Casaralta            | 2      | Ente Autonomo Volturno  |       |